# Thomas de Grey (6e baron Walsingham)
Thomas de Grey, 6e baron Walsingham (29 juillet 1843 - 3 décembre 1919), de Merton Hall, Norfolk, est un homme politique britannique et un entomologiste amateur. 

## Biographie

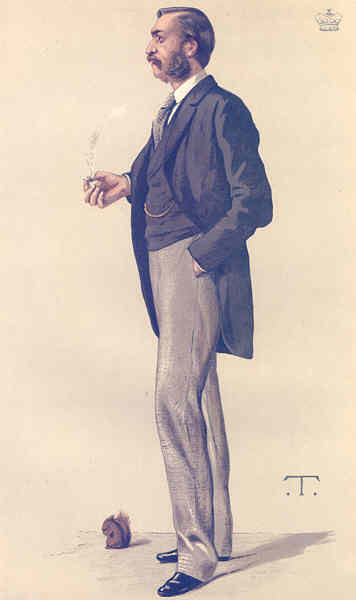
"un naturaliste" Lord Walsingham caricaturé par Théobald Chartran dans Vanity Fair, 9 septembre 1882

Il est le fils de Thomas de Grey (5e baron Walsingham), et Augusta-Louisa, fille de Robert Frankland-Russell (7e baronnet) . Il est né à Stanhope Street à Mayfair, la maison familiale de Londres. Il fait ses études à Collège d'Eton et au Trinity College, Cambridge. Il siège comme député conservateur de West Norfolk de 1865 à 1870, date à laquelle il succède à son père et entre à la Chambre des lords. De 1874 à 1875, il est Lord-in-waiting (whip du gouvernement) dans le deuxième gouvernement conservateur de Benjamin Disraeli. À partir de 1870, il dirige également le domaine familial à Merton, Norfolk, est administrateur du British Museum et remplit de nombreuses autres fonctions publiques. 
Il est un lépidoptériste passionné, collectionnant des papillons dès son jeune âge, et s'intéressant particulièrement aux microlépidoptères . Sa collection est l'une des plus importantes jamais réalisées, qui après son achat des collections Zeller, Hofmann et Christoph contenait plus de 260 000 exemplaires. Il en a fait don au Musée d'histoire naturelle de Londres, avec sa bibliothèque de 2 600 livres. 
Il est élu membre de la Royal Society en 1887 et est membre de la Royal Entomological Society, et en est président à deux reprises. Il s'est marié trois fois, mais n'a laissé aucun héritier, et son demi-frère lui succède comme baron. Il épouse sa troisième épouse, Agnes Dawson, en 1914  Sa fille est Margaret Damer Dawson.   

## Cricket
Il est un joueur de cricket de première classe de 1862 à 1866. Enregistré sur les tableaux de bord sous le nom de T de Gray, il dispute 15 matchs, totalisant 380 points avec un score le plus élevé de 62 et détenant 9 captures. Il est principalement associé au Marylebone Cricket Club (MCC) et à l'Université de Cambridge, représentant également les Gentlemen lors d'un match Gentlemen v Players en 1863  et joue pour I Zingari à Sandringham les 17 et 18 juillet 1866 (où le prince de Galles a ouvert pour l'équipe) . 